# شبیب بن عامر
شبیب بن عامر ازدی از کارگزاران علی بن ابی طالب بود. علی به مالک اشتر دستور داد شخصی مورد اطمینان را به جای خود بر ولایت جزیره بگمارد و خود به کوفه بیاید. مالک اشتر به جای خود شبیب بن عامر ازدی را منصوب کرد. زمانی که شبیب در نصیبین مستقر بود، عبدالرّحمن بن قباث از طرف معاویه به سرزمین جزیره حمله کرد. وی با همکاری کمیل بن زیاد، والی هیت به مقابله شتافت. آنان  نیروهای ابن قباث را متفرّق کردند و از مرزها بیرون راندند.  سپس، دست به یورش متقابل زد و تا منطقه بلعک پیش رفت و بعد به رقه حمله برد؛ به طوری که علی از وی تجلیل کرد.